# Shining (gruppo musicale svedese)
Gli Shining sono una band black metal e depressive black metal svedese fondata nel 1996. Il gruppo incorpora molti elementi doom metal nella propria musica. I testi delle canzoni riguardano spesso la misantropia e la vita in tutti i suoi aspetti. Cantano sia in lingua svedese, sia in lingua inglese.

## Storia del gruppo
Il nome del gruppo non fa riferimento al romanzo Shining o al film basato su di esso, bensì, secondo Kvarforth, esso significa "il percorso verso l'illuminazione".
La band si era sciolta nell'agosto 2004 dopo la pubblicazione del quarto album IV - The Eerie Cold, ma nello stesso anno fece un passo indietro e si riformò con una formazione rinnovata.
Kvarforth fece perdere le sue tracce nel luglio 2006 e girarono voci su un suo suicidio. Il 23 agosto 2006, tramite una dichiarazione sul sito ufficiale, la band affermò pubblicamente che Kvarforth era sparito. Si diceva che la band avrebbe continuato a suonare con un altro cantante, chiamato "Ghoul", secondo espresso volere di Kvarforth.
Durante il concerto del 3 febbraio 2007 al Diezel di Halmstad, Svezia, fu rivelato che "Ghoul" era in realtà Kvarforth. Il concerto fu di natura molto violenta ed accese le critiche dei media svedesi, con Kvarforth che di tanto in tanto lottava con il pubblico e con i vocalists ospiti (Attila Csihar, Maniac e Nattefrost). Alimentò critiche anche un calcio sferrato dal cantante contro una persona nel pubblico che aveva tentato di afferrargli i genitali. Uno spettatore raccontò:
Nel 2011 gli Shining hanno cambiato etichetta, associandosi ad una major, la Universal Music Finland, o meglio la sua divisione Spinefarm.

## Formazione

### Formazione attuale
- Niklas "Kvarforth" Olsson (a.k.a. "Ghoul") - voce, chitarra (1996–)
- Peter Huss - chitarra (2005–)
- Christian Larsson - basso (2010–)
- Nicholas Barker - batteria (2022–)

### Ex componenti
Cantanti
- Robert - voce (1998, voce in Submit to Selfdestruction)
- Andreas Classen - voce (2000, voce in Within Deep Dark Chambers)

Chitarristi
- John Doe - chitarra (2005–2006)
- Casado (meglio noto come Leere) - chitarra (2005–2006)
- Håkan "Inisis" Ollars - chitarra (2002)
- Fredric "Wredhe" Gråby - chitarra (2006–2011)

Batteristi
- Jan Axel "Hellhammer" Blomberg ("Hellhammer") - batteria (2001–2004)
- Ted "Impaler" Wedebrand - batteria (1998–2001)
- Jarle "Uruz" Byberg - batteria (2007–2008)
- Richard "Rille" Schill - batteria (2008–2010)
- Rainer Twomikanto - batteria (2012-2016)

Bassisti
- Tusk - basso (2000–2001)
- Johan Hallander - basso (2005–2007)
- Phil A. Cirone - basso, tastiere (2001–2005, 2007–2008)
- Andreas Larssen - basso (2008–2010)

## Discografia
- 1998 - Submit to Selfdestruction (EP)
- 2000 - I - Within Deep Dark Chambers
- 2001 - II - Livets ändhållplats
- 2002 - III - Angst, självdestruktivitetens emissarie
- 2004 - Dolorian/Shining  (Split)
- 2004 - Through Years of Oppression (Raccolta)
- 2004 - The Darkroom Sessions (Raccolta)
- 2005 - IV - The Eerie Cold
- 2007 - V - Halmstad
- 2009 - VI - Klagopsalmer
- 2011 - VII - Född Förlorare
- 2012 - Lots of Girls Gonna Get Hurt (EP)
- 2012 - VIII - Redefining Darkness
- 2013 - 8 ½ - Feberdrömmar i vaket tillstånd (Raccolta)
- 2015 - IX - Everyone, Everything, Everywhere, Ends
- 2018 - X - Varg Utan Flock
- 2023 - Shining
- 2024 - The Helsinki Tapes